# Galapagoshai
Der Galapagoshai (Carcharhinus galapagensis) gehört zur Familie der Requiemhaie (Carcharhinidae) und ist weltweit – vor allem in der Nähe von Inseln – anzutreffen. Seinen Namen verdankt er der wissenschaftlichen Erstbeschreibung auf der Grundlage eines Exemplars aus dem Gebiet der Galápagos-Inseln. Mit einer maximalen Körperlänge von 3,70 Metern gehört er zu den großen Arten der Gattung Carcharhinus. Er bevorzugt klares Wasser im Bereich von Korallenriffen und ist von ähnlichen Arten der gleichen Gattung nur schwer zu unterscheiden.
Galapagoshaie sind aktive Jäger, die häufig in großen Gruppen auftreten und sich vor allem von bodenlebenden Knochenfischen und Kopffüßern ernähren. Größere Individuen erbeuten auch Rochen sowie andere Haie inklusive der eigenen Artgenossen. Bei der Fortpflanzung werden 4 bis 16 Junghaie lebend im Flachwasser zur Welt gebracht, wo sie bleiben, um den größeren Artgenossen zu entgehen. Die Haie werden als für den Menschen gefährlich eingestuft und sind sehr neugierig. Die International Union for Conservation of Nature (IUCN) führt die Art auf der Vorwarnliste gefährdeter Arten.

## Merkmale

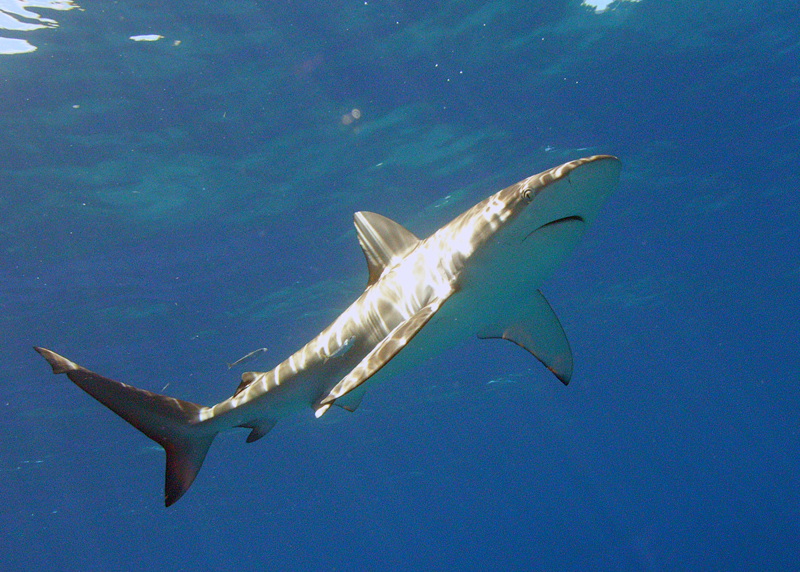
Der Galapagoshai ist von anderen großen Requiemhaien nur schwer zu unterscheiden

Der Galapagoshai gehört mit einer Länge von bis zu 3 Meter zu den größeren Arten seiner Gattung, die bekannte Maximallänge liegt bei 3,70 Meter und das Maximalgewicht bei 85,5 Kilogramm. Die Art hat einen für die Gattung typischen schlanken und stromlinienförmigen Körper. Die Färbung des Rückens ist grau mit einem undeutlichen, weißen Streifen auf den Flanken, die Bauchseite ist weiß. Die Ränder der Flossen sind dunkler oder nicht deutlich abgesetzt.
Die Schnauze ist breit und abgerundet und besitzt nur undeutlich ausgebildete Nasenlappen. Die Augen sind rund und mittelgroß. Das Maul besitzt in der Regel 14 Zahnreihen (13–15) in beiden Kieferhälften des Unter- und Oberkiefers sowie einen Zahn an der Symphyse, an der die Kieferhälften zusammentreffen. Die oberen Kiefer sind groß und haben eine dreieckige Form, die unteren Zähne sind schmaler. Sowohl die oberen wie auch die unteren Zähne haben gezähnte Kanten. Die erste Rückenflosse ist groß und leicht sichelförmig und beginnt oberhalb der hinteren Spitzen der Brustflossen. Die zweite Rückenflosse beginnt über der Afterflosse, zwischen den beiden Flossen ist ein Interdorsalkamm ausgebildet. Die Brustflossen sind groß und haben zugespitzte Enden.
Der Galapagoshai ist von anderen großen Requiemhaien nur schwer zu unterscheiden. Vom Schwarzhai unterscheidet er sich durch größere Rückenflossen und größere Zähne, im Vergleich zum Grauen Riffhai hat er einen schlankeren Körper und eine weniger zugespitzte erste Rückenflosse. Die Arten unterscheiden sich zudem in der Anzahl der Rückenwirbel vor dem Schwanzansatz. Diese beträgt beim Galapagoshai 58, beim Schwarzhai 86 bis 97 und beim Grauen Riffhai 110 bis 119.

## Verbreitung

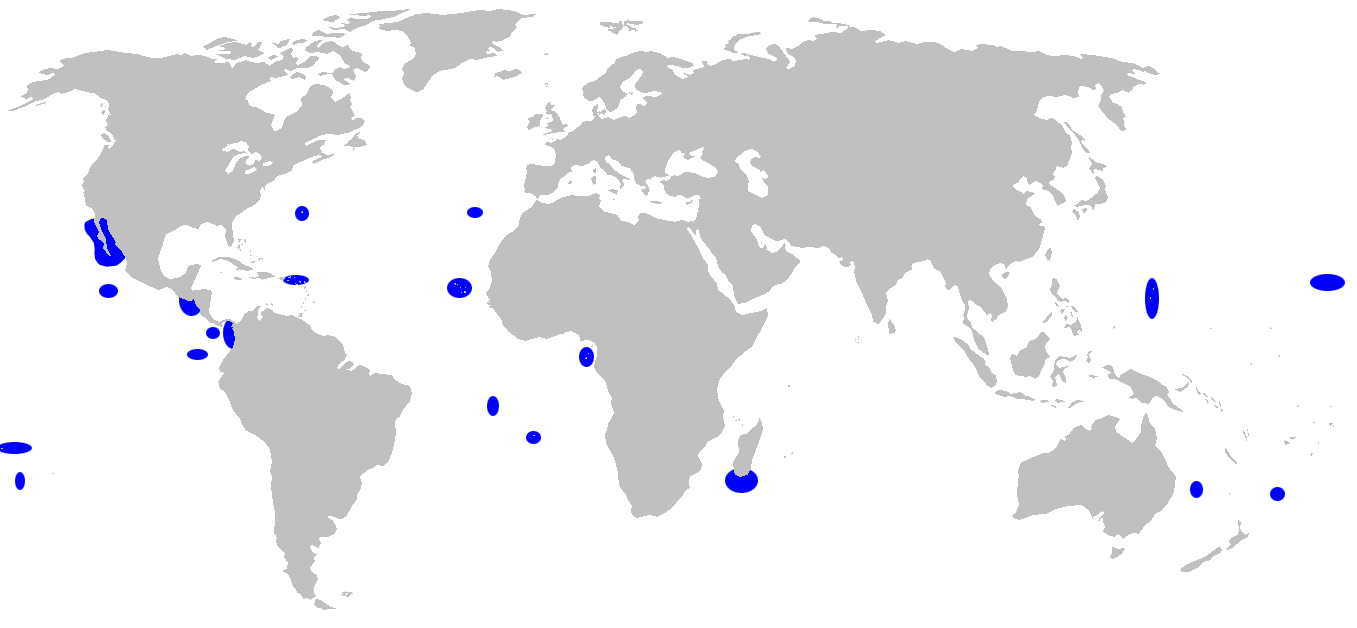
Verbreitung des Galapagoshais

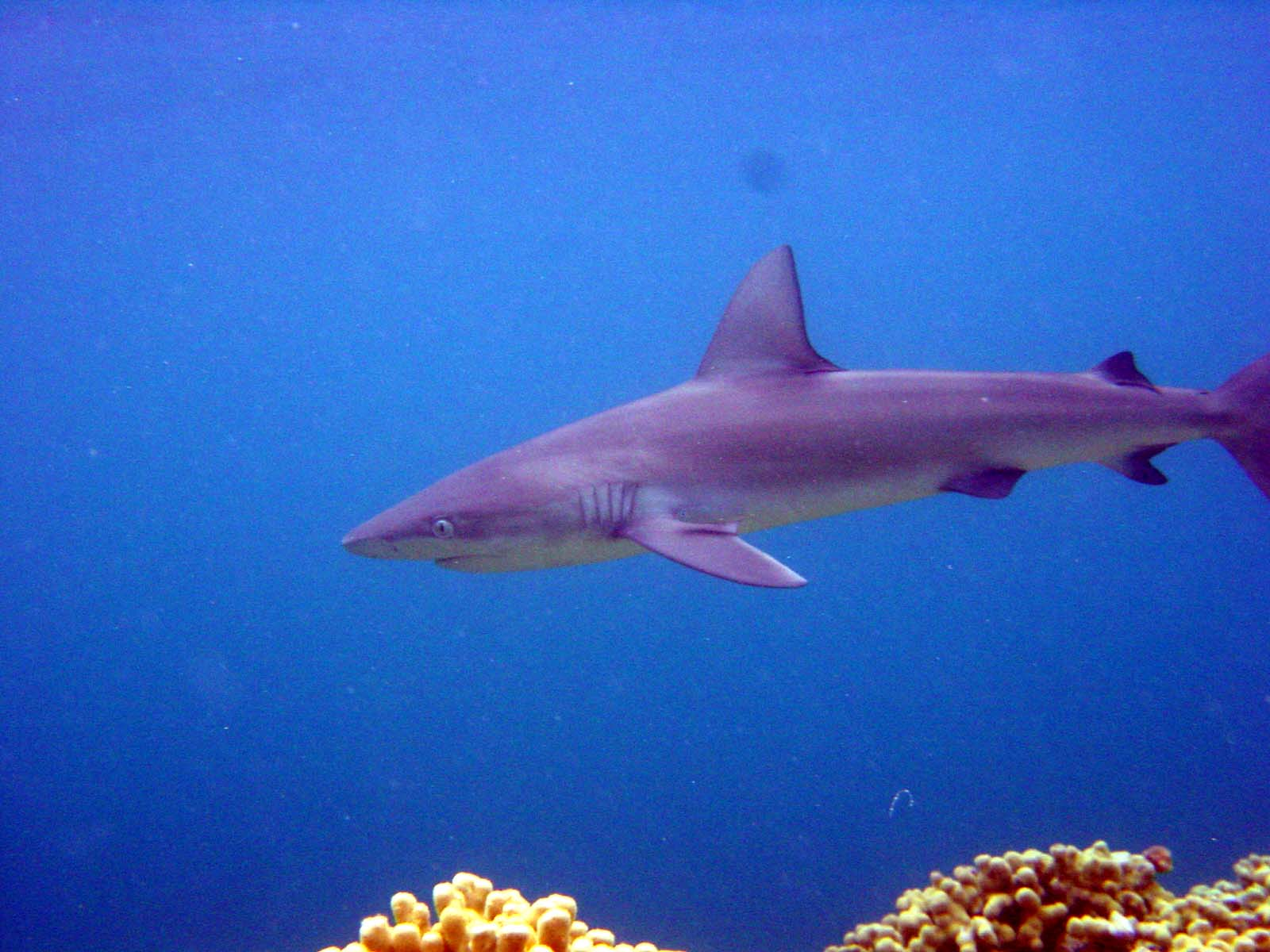
Galapagoshaie leben fast immer im Bereich ozeanischer Inseln

Entgegen seinem Namen findet man diese Art weltweit in tropischen und subtropischen Regionen, vorwiegend in der Nähe ozeanischer Inseln. Nachweise sind teilweise unsicher, da diese Art leicht mit anderen verwechselt werden kann.
Bestätigte Vorkommen des Galapagoshais sind im westlichen Atlantik um Bermuda sowie vereinzelt um die karibischen Inseln herum, im östlichen Atlantik um Madeira, die Kapverdischen Inseln, Ascension, St. Helena und São Tomé. Im Indischen Ozean trifft man ihn um das südliche Madagaskar an, im westlichen und zentralen Pazifik um die Marshallinseln, die Marianen, den Tuamotu-Archipel, Tupai, die Kermadecinseln, die Lord-Howe-Insel, die Elizabeth- und Middleton-Riffe und Hawaii. Im östlichen Pazifik gibt es Vorkommen um Galápagos, die Kokos-Insel, Malpelo, Clipperton, die Revillagigedo-Inseln und vor der Küste des südlichen Baja California, von Guatemala und Kolumbien. Einzelne Sichtungen berichten zudem von Galapagoshaien vor den Küsten der Iberischen Halbinsel und des östlichen Australien.
Sie finden sich generell im Bereich des Kontinentalschelfs und über Inselschelfen in Küstennähe, wobei sie zerklüftete Korallenriffe mit klarem Wasser und starken Strömungen bevorzugen. Außerdem sammeln sie sich im Bereich felsiger Kleininseln oder Seeberge. Die Art ist in der Lage, die Hochseebereiche zwischen den Inseln zu überwinden und wurde bereits in Gebieten beobachtet, die weiter als 50 Kilometer von einer Küste entfernt sind. Junghaie tauchen selten tiefer als 25 Meter, adulte Haie wurden dagegen bereits in einer Tiefe von 180 Metern dokumentiert. Markierungsversuche im Bereich der French Frigate Shoals (Nordwestliche Hawaii-Inseln) konnten zeigen, dass die Galapagoshaie vor allem den Bereich oberhalb 100 Meter nutzen, gelegentlich jedoch bis in Tiefen von 680 Meter abtauchen.

## Lebensweise
In der wissenschaftlichen Erstbeschreibung betonten die Autoren Snodgrass und Heller, dass sie mit ihrem Schoner einige hundert Individuen der Art gefangen hatten und tausende weitere im Wasser gesehen werden konnten. Entlang der isoliert liegenden Sankt-Peter-und-Sankt-Pauls-Felsen am Mittelatlantischen Rücken wurde die dortige Population als eine der dichtesten Haipopulationen des Atlantischen Ozeans beschrieben. In einigen Bereichen bilden die Haie große Ansammlungen, obwohl es sich dabei nicht um echte Schulen handelt.
Beim gemeinsamen Auftreten mit anderen Haiarten verhalten sich Galapagoshaie dominant gegenüber dem Kleinen Schwarzspitzenhai (C. limbatus), jedoch zurückhaltend gegenüber Silberspitzenhaien (C. albimarginatus) gleicher Größe. Im Vergleich zum Tigerhai (Galeocerdo cuvieri), der teilweise im gleichen Gebiet vorkommt und häufig große Entfernungen zurücklegt, sind die Galapagoshaie sehr ortstreu.
Werden Galapagoshaie bedroht oder in die Ecke gedrängt, zeigen sie Drohgebärden, die denen von Grauen Riffhaien ähneln und aus einem betont rollenden Schwimmen mit angewinkeltem Rücken, abgesenkten Brustflossen, ausgestülpten Kiemen und geöffnetem Maul bestehen. Außerdem bewegt er seinen Kopf von rechts nach links, als wolle er die Bedrohung im Auge behalten.

### Ernährung

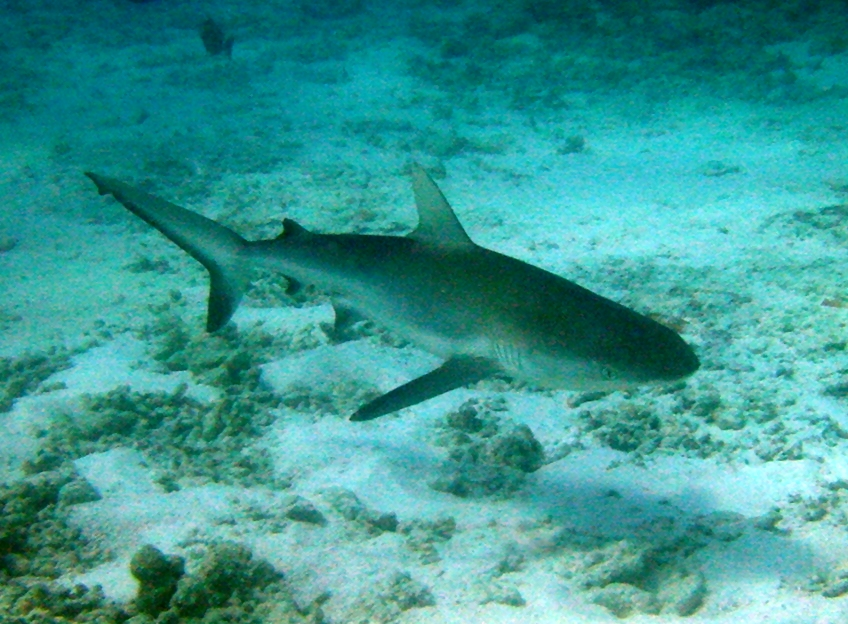
Der Galapagoshai am Meeresboden im flachen Wasser

Die bevorzugte Nahrung der Galapagoshaie besteht aus bodenlebenden Knochenfischen, darunter Meeresaale, Plattfische, Plattköpfe und Drückerfische sowie Kraken. Daneben erbeuten sie gelegentlich auch Kalmare, Makrelen und Fliegende Fische, die im Freiwasser oder oberflächennah vorkommen. Mit zunehmender Größe gehören sie zu den Hauptpredatoren innerhalb ihrer Verbreitungsgebiete und jagen auch Rochen und kleinere Haie, darunter auch kleinere Vertreter der eigenen Art sowie Krebstiere. Außerdem verschlucken sie unverdaubare Gegenstände wie Korallenstöcke, Steine, Blätter und Müll. Im Bereich der Galápagos-Inseln wurden Galapagoshaie beobachtet, die Galápagos-Seebären (Arctocephalus galapagoensis) und Galápagos-Seelöwen (Zalophus wollebaeki) sowie Meerechsen (Amblyrhynchus cristatus) angriffen. Vor Hawaii jagen sie zudem die Hawaii-Mönchsrobbe (Monachus schauinslandi), Albatrosse sowie die Suppenschildkröte (Chelonia mydas), wobei sie hier in Konkurrenz zum ebenfalls in diesem Gebiet lebenden Tigerhai treten.

### Parasiten
Zu den wenigen bekannten Parasiten des Galapagoshais gehört der Plattwurm Dermophthirius carcharhini, der sich an der Haut des Hais festsetzt. Es gibt eine Beobachtung, bei der eine Stachelmakrele der Art Caranax melampygus dokumentiert ist, die sich an der rauen Haut eines Galapagoshai rieb, um eigene Ektoparasiten loszuwerden.

### Fortpflanzung und Entwicklung
Wie andere Requiemhaie sind auch die Galapagoshaie lebendgebärend, wobei der Embryo nach dem Verbrauch des Dotters im Uterus eine Dottersack-Plazenta zu dem Muttertier ausbildet. Auf diese Weise versorgt das Muttertier den Embryo weiterhin mit Nahrung bis zum Ende der Tragzeit. Die Weibchen bringen etwa alle 2 bis 3 Jahre Jungtiere zur Welt. Die Paarungen erfolgen vom Januar bis März, wobei in dieser Zeit Narben durch die Festhalteversuche der Männchen an den Flossen der Weibchen auftauchen. Die Tragzeit beträgt wahrscheinlich ein Jahr.
Zur Geburt der Junghaie begeben sich die Weibchen in flachere Meeresgebiete, wo sie 4 bis 16 Junghaie zur Welt bringen. Die Größe der Junghaie beträgt bei der Geburt normalerweise 61 bis 80 Zentimeter und ist wahrscheinlich regional unterschiedlich, wie Fänge von freischwimmenden und nur 57 Zentimeter langen Jungtieren im östlichen Pazifik nahelegen. Die Jungtiere bleiben im Flachwasser, um dem Fraßdruck durch größere Haie zu entgehen.
Männchen erreichen die Geschlechtsreife mit einer Länge von 2,1 bis 2,5 Meter und einem Alter von 6 bis 8 Jahren, die Weibchen mit 2,2 bis 2,5 Metern und einem Alter von 7 bis 9 Jahren. Eine sexuelle Reproduktion erfolgt allerdings wahrscheinlich nicht vor einem Alter von 10 Jahren. Die Lebensdauer der Art beträgt mindestens 24 Jahre.

## Evolution und Systematik

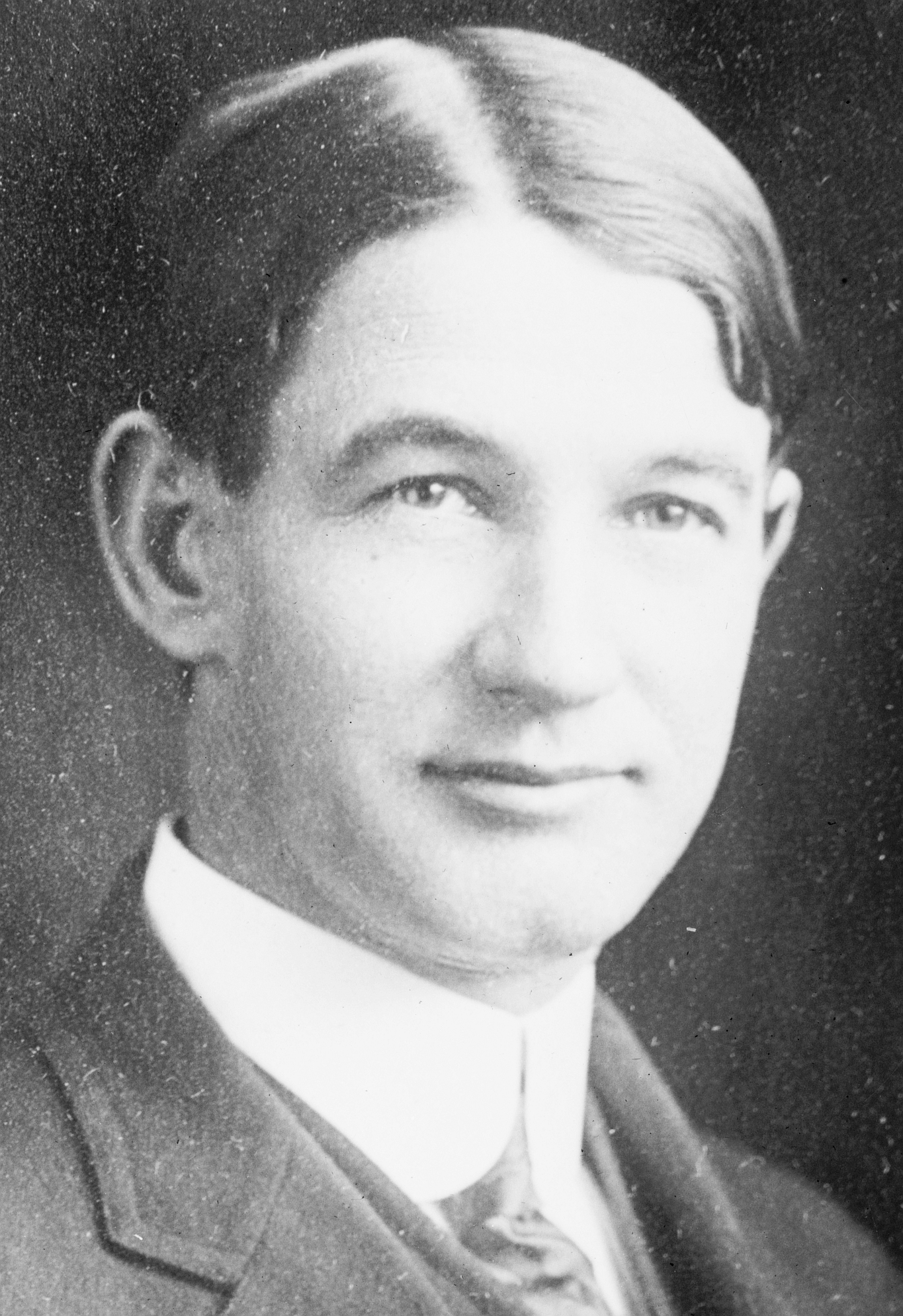
Edmund Heller beschrieb 1905 gemeinsam mit Robert Evans Snodgrass den Galapagoshai

Der Galapagoshai wurde 1905 erstmals von Robert Evans Snodgrass und Edmund Heller als Carcharias galapagensis gemeinsam mit einer Reihe weiterer Fische der Galápagos-Inseln in ihrer Publikation Papers from the Hopkins-Stanford Galapagos Expedition, 1898–1899. XVII. Shore fishes of the Revillagigedo, Clipperton, Cocos and Galapagos Islands in den Proceedings of the Washington Academy of Science beschrieben. Als Holotyp der Beschreibung diente ein 65 Zentimeter langer Fötus von den Galápagos-Inseln. Spätere Bearbeiter ordneten den Hai in die Gattung Carcharhinus ein, in der er bis heute steht.
Garrick (1982) ordnete den Galapagoshai gemeinsam mit dem Großnasenhai (C. altimus), dem Karibischen Riffhai (C. perezi), dem Sandbankhai (C. plumbeus), dem Schwarzhai (C. obscurus) und dem Weißspitzen-Hochseehai (C. longimanus) in die obscurus-Gruppe als einer der beiden großen Gruppen innerhalb der Gattung ein. Bei all diesen Haien handelt es sich um große Requiemhaie mit dreieckigen Zähnen und einem Interdorsalkamm Gemäß einer molekularbiologischen Untersuchung auf der Basis von Allozymen wurde die Gruppe 1992 durch Naylor als Taxon bestätigt, wobei er den Seidenhai (C. falciformis) und den Blauhai (Prionace glauca) ergänzte. Die nächsten Verwandten des Galapagoshais sind dieser Untersuchung entsprechend der Schwarzhai, der Weißspitzen-Hochseehai und der Blauhai.

## Verhältnis zum Menschen

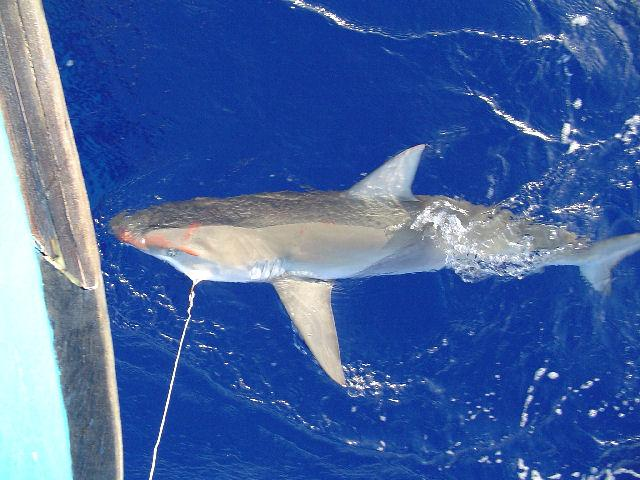
Galapagoshai an einer Langleine vor Hawaii

Als sehr neugieriger und ausdauernder Hai wird der Galapagoshai als gefährlich für den Menschen eingestuft und Tauchern wird empfohlen, in Gebieten, in denen er vorkommt, nicht ungeschützt zu tauchen. Sie schwimmen nah an Schwimmer heran und zeigen besonderes Interesse an Schwimmflossen und zum Schwimmen eingesetzten Händen. Von Fischerbooten werden die Haie in großer Zahl angelockt. Limbaugh (1963) berichtete von der Clipperton-Insel, dass die Haie interessante Objekte wie Taucher zuerst in großem Abstand umschwimmen und dann immer näher kommen und aggressiver werden; zugleich sind zahlreiche Methoden der Haiabwehr gegen diese Art erfolglos. Eine Eskalation der Situation kann entstehen, wenn ein Taucher aus dem Wasser steigen muss. Aufgeregte Galapagoshaie lassen sich nicht leicht abschrecken. Werden einzelne Haie zurückgedrängt, folgen weitere nach, und der Einsatz einer Waffe gegen einzelne Haie kann bei den anderen einen Fressrausch auslösen. Seit 2008 wurden zwei ernsthafte Angriffe durch Galapagoshaie dokumentiert: ein tödlicher Angriff im Bereich der Jungferninseln und ein weiterer ohne tödlichen Ausgang vor den Bermudainseln.
Die International Union for Conservation of Nature (IUCN) führt den Galapagoshai als Art auf der Vorwarnliste („Near Threatened“), da seine sehr langsame Reproduktionsrate die Möglichkeit einschränkt, einen Rückgang der Populationen auszugleichen. Nutzungsdaten für diese Art liegen nicht vor, obwohl sie in weiten Teilen ihrer Verbreitungsgebiete aufgrund der hohen Fleischqualität kommerziell gefangen werden. Während der Hai in vielen Gebieten wie um Hawaii noch sehr häufig ist, wurde er in anderen wie vor den Küsten Zentralamerikas wahrscheinlich ausgerottet. Aufgrund seiner stark fragmentierten Verbreitungsgebiete besteht diese Gefahr lokal auch in anderen Gebieten. Die Populationen um die Kermadec- und die Galápagos-Inseln sind durch Meeresschutzgebiete geschützt.

## Belege
1. ↑  Galapagoshai auf Fishbase.org (englisch)
2. 1 2 3 4 5 6 7 8 9 10  Compagno, L.J.V.: Sharks of the World: An Annotated and Illustrated Catalogue of Shark Species Known to Date. Food and Agricultural Organization, 1984, ISBN 92-5101384-5, S. 473–475 (englisch). (Vollständiges PDF, Artportrait (Seite nicht mehr abrufbar, festgestellt im April 2019. Suche in Webarchiven)  Info: Der Link wurde automatisch als defekt markiert. Bitte prüfe den Link gemäß Anleitung und entferne dann diesen Hinweis.)
3. 1 2 3 4 5 6 7  C. Bester: Biological Profiles: Galapagos Shark. Florida Museum of Natural History Ichthyology Department. Abgerufen am 26. April 2009.
4. 1 2 3  Carcharhinus galapagensis in der Roten Liste gefährdeter Arten der IUCN 2006. Eingestellt von: Bennett, M.B., Gordon, I. & Kyne, P.M., 2000. Abgerufen am 2. Aug 2006.
5. 1 2 3  Carl G. Meyer, Yannis P. Papastamatiou, Kim N. Holland: A multiple instrument approach to quantifying the movement patterns and habitat use of tiger (Galeocerdo cuvier) and Galapagos sharks (Carcharhinus galapagensis) at French Frigate Shoals, Hawaii. Marine Biology, online publiziert am 5. Mai 2010, doi:10.1007/s00227-010-1457-x.
6. 1 2  Snodgrass, R.E. and Heller, E.: Papers from the Hopkins-Stanford Galapagos Expedition, 1898–1899. XVII. Shore fishes of the Revillagigedo, Clipperton, Cocos and Galapagos Islands. In: Proceedings of the Washington Academy of Science. 6. Jahrgang, 31. Januar 1905, S. 333–427 (englisch, archive.org [PDF]).
7. ↑  Edwards, A.J. and Lubbock, H.R.: The Shark Population of Saint Paul's Rocks. In: Copeia. 1982. Jahrgang, Nr. 1. American Society of Ichthyologists and Herpetologists, 23. Februar 1982, S. 223–225, doi:10.2307/1444304 (englisch).
8. ↑  Martin, R.A.: A review of shark agonistic displays: comparison of display features and implications for shark–human interactions. In: Marine and Freshwater Behaviour and Physiology. 40. Jahrgang, Nr. 1, März 2007, S. 3–34, doi:10.1080/10236240601154872 (englisch).
9. 1 2 3  Wetherbee, B.M., Crow, G.L. and Lowe, C.G.: Biology of the Galapagos shark, Carcharhinus galapagensis, in Hawai'i. In: Environmental Biology of Fishes. 45. Jahrgang, 1996, S. 299–310, doi:10.1007/BF00003099 (englisch).
10. ↑  Rand, T.G., Wiles, M. and Odense, P.: Attachment of Dermophthirius carcharhini (Monogenea: Microbothriidae) to the Galapagos Shark Carcharhinus galapagensis. In: Transactions of the American Microscopical Society. 105. Jahrgang, Nr. 2. American Microscopical Society, April 1986, S. 158–169, doi:10.2307/3226388 (englisch).
11. ↑  Papastamatiou, Y.P., Meyer, C.G. and Maragos, J.E.: Sharks as cleaners for reef fish. In: Coral Reefs. 26. Jahrgang, Nr. 2, Juni 2007, S. 277, doi:10.1007/s00338-007-0197-y (englisch).
12. ↑  J.A.F. Garrick: Sharks of the genus Carcharhinus.  NOAA Technical Report, NMFS CIRC-445, 1982.
13. ↑  Mine Dosay-Akbulut: The phylogenetic relationship within the genus Carcharhinus. Comptes Rendus Biologies 331 (7), 2008; Seiten 500–509, doi:10.1016/j.crvi.2008.04.001.
14. ↑  Naylor, G.J.P.: The phylogenetic relationships among requiem and hammerhead sharks: inferring phylogeny when thousands of equally most parsimonious trees result. In: Cladistics. 8. Jahrgang, 1992, S. 295–318, doi:10.1111/j.1096-0031.1992.tb00073.x (englisch).
15. ↑  Limbaugh, C.: Sharks and Survival. Hrsg.: Gilbert, P.W. D. C. Heath Canada, Ltd, 1963, ISBN 0-669-24646-8, Field notes on sharks, S. 63–94 (englisch).
16. ↑  Arten von Haien, die an bestätigten unprovozierten Angriffen auf der ganzen Welt beteiligt sind. In: floridamuseum.ufl.edu. Abgerufen am 8. Juni 2018.